# Beatrix von Wolhusen
Beatrix von Wolhusen (* um 1308; † 16. Juli 1398 in Zürich) war von 1358 bis 1398 Fürstäbtissin des Fraumünsterklosters in Zürich und damit die Herrin der Stadt.

## Leben
Beatrix von Wolhusen war in der Wahl von 1340 ihrer Konkurrentin Fides von Klingen unterlegen. Nach deren Tod 1358 stand ihrer Wahl zur Vorsteherin der Abtei nichts mehr entgegen.
Beatrix siegelte als Reichsfürstin und Stadtherrin  1373 und 1393 die Geschworenenbriefe der Stadt. Die Abtei geriet in Konflikt mit den Meiern von Erstfeld und Bürglen. Ein eidgenössisches Schiedsgericht widerrief deren Absetzung 1393 und bestätigte die Rechte der Abtei in Uri. Der Stadtrat von Zürich beschnitt die Rechte der Fürstäbtissin und stellte ihr drei Pfleger zur Seite. Schliesslich wurde Beatrix abgesetzt und eine Nachfolgerin gewählt.